# Carl Boutard
Carl Théodore Marcus Boutard, född 7 april 1975 i Kiruna, är en svensk konstnär.
Carl Boutard utbildade sig på Konstskolan Idun Lovén i Stockholm 2001, Konstakademien i Reykjavik med en kandidatexamen 2004, arkitekturlinjen på Kungliga tekniska högskolan i Stockholm med kandidatexamen 2005 och Konsthögskolan i Malmö med magisterexamen 2007.
Han hade sin första separatutställning på Galleri KMH i Malmö 2007.

## Separatutställningar i urval
- Angelika Knäpper Gallery, 2012
- The Living Art Museum, 2011
- Angelika Knäpper Gallery, 2009
- Territorium, Galleri KHM, 2007
- Inner Station, Klink og Bank, 2004

## Offentliga verk
- Monument över bortglömda själar, brons, 2007, Linköpings universitet
- Into the Wild, två bronsskulpturer, 2012. Utanför Arkitektursektionen,  Lunds tekniska högskola [3]
- Lärk i Lind, trä, 2013. Schlosspark, Heidenheim an der Brenz.
- Kugelbaum, brons, 2014. Vid Kulparksskolan, Stångby, Lunds Kommun.
- Älvpromenad, brons, 2015. Almentorget, Karlstad.
- Mo(der)nism, 2018. Åkeshov Sim- och Idrottshall, Stockholm.

Han är representerad vid bland annat Skissernas museum.